# Discografia di Ne-Yo
La seguente è la discografia di Ne-Yo, cantante, produttore ed autore statunitense di musica pop e R&B.

## Album in studio
| Anno                                                                                               | Titolo | Classifiche | Classifiche | Classifiche | Classifiche | Classifiche | Classifiche | Classifiche | Classifiche | Classifiche | Classifiche | Vendite                        | Certificazioni                                                                  |
| Anno                                                                                               | Titolo | US          | US R&B      | AUS         | CAN         | GER         | IRL         | NLD         | NZ          | SWI         | UK          | Vendite                        | Certificazioni                                                                  |
| -------------------------------------------------------------------------------------------------- | --- | ----------- | ----------- | ----------- | ----------- | ----------- | ----------- | ----------- | ----------- | ----------- | ----------- | ------------------------------ | ------------------------------------------------------------------------------- |
| 2006                                                                                               | In My Own Words - Pubblicato: 26 febbraio 2006 - Etichetta: Def Jam, Compound - Formato: CD, LP, download digitale                   | 1           | 1           | 41          | 9           | 27          | 81          | 50          | 35          | 11          | 14          | - USA: 1.400.000 - UK: 300.000 | - USA: Platino (2) - AUS: Platino - UK: Platino - JPN: Platino - NZ: Oro        |
| 2007                                                                                               | Because of You - Pubblicato: 1º maggio 2007 - Etichetta: Def Jam, Compound - Formato: CD, LP, download digitale                      | 1           | 1           | 39          | 8           | 54          | 34          | 30          | 34          | 49          | 6           |                                | - USA: Platino (2) - UK: Oro - JPN: Oro                                         |
| 2008                                                                                               | Year of the Gentleman - Pubblicato: 16 settembre 2008 - Etichetta: Def Jam, Campound - Formato: CD, LP, download digitale, streaming | 2           | 1           | 7           | 4           | 22          | 13          | 26          | 6           | 9           | 2           |                                | - UK: Platino (2) - USA: Platino - JPN: Platino - CAN: Oro - DEN: Oro - NZ: Oro |
| 2010                                                                                               | Libra Scale - Pubblicato: 22 novembre 2010 - Etichetta: Def Jam, Compound - Formato: CD, LP, download digitale, streaming            | 9           | 4           | 36          | —           | 53          | 24          | 48          | —           | 15          | 11          | - USA: 345.000                 | - USA: Oro - ITA: Oro - JPN: Oro - UK: Argento                                  |
| 2012                                                                                               | R.E.D. - Pubblicato: 31 ottobre 2012 - Etichetta: Motown, Compound - Formato: CD, LP, download digitale, streaming                   | 4           | 1           | 37          | 24          | 83          | 26          | 34          | —           | 40          | 17          | - USA: 264.000                 | - UK: Argento                                                                   |
| 2015                                                                                               | Non-Fiction - Pubblicato: 27 gennaio 2015 - Etichetta: Motown, Compound - Formato: CD, LP, download digitale, streaming              | 5           | 1           | 25          | —           | 75          | 78          | 44          | 29          | 59          | 16          | - USA: 108.600                 | - BRZ: Oro                                                                      |
| 2018                                                                                               | Good Man - Pubblicato: 8 giugno 2018 - Etichetta: Motown, Compound - Formato: CD, LP, download digitale, streaming                   | 33          | 17          | —           | —           | —           | —           | —           | —           | —           | —           |                                |                                                                                 |
| 2019                                                                                               | Another Kind of Christmas - Pubblicato: 11 ottobre 2019 - Etichetta: Motown, Compound - Formato: CD, download digitale, streaming    | —           | —           | —           | —           | —           | —           | —           | —           | —           | —           |                                |                                                                                 |
| 2022                                                                                               | Self Explanatory - Pubblicato: 15 luglio 2022 - Etichetta: Motown, Compound - Formato: CD, download digitale, streaming              | 184         | —           | —           | —           | —           | —           | —           | —           | —           | —           |                                |                                                                                 |
| "—" indica una pubblicazione che non si è classificata o che non è stata pubblicata in quel Paese. | |             |             |             |             |             |             |             |             |             |             |                                |                                                                                 |

## Raccolte
| Anno | Titolo                                                                                                |
| ---- | --- |
| 2009 | Ne-Yo: The Collection - Pubblicato: 2 settembre 2009 (Giappone) - Etichetta: Universal - Formato: DVD |
| 2011 | Ne-Yo – Triple Pack - Pubblicato: 22 giugno 2011 - Etichetta: Def Jam - Formato: Box set              |

## Singoli

### Solista
| Stay (feat. Peedi Peedi)                              | 2005 | —   | 36 | —  | —  | —  | —  | —  | —  | —  | —   |                                                                                  | In My Own Words                                     |
| So Sick                                               | 2006 | 1   | 3  | 4  | 4  | 11 | 2  | 11 | 2  | 5  | 1   | - RIAA: 4x Platinum - ARIA: Gold - BPI: Gold                                     | In My Own Words                                     |
| When You're Mad                                       | 2006 | 15  | 4  | —  | —  | —  | —  | —  | —  | —  | —   |                                                                                  | In My Own Words                                     |
| Sexy Love                                             | 2006 | 7   | 1  | 14 | —  | 28 | 7  | 42 | 8  | 29 | 5   | - RIAA: 3x Platinum - BPI: Silver                                                | In My Own Words                                     |
| Because of You                                        | 2007 | 2   | 7  | 23 | 19 | 30 | 9  | 12 | 1  | 51 | 4   | - RIAA: Gold - RMNZ: Gold                                                        | Because of You                                      |
| Do You                                                | 2007 | 26  | 3  | —  | —  | —  | —  | —  | —  | —  | 100 |                                                                                  | Because of You                                      |
| Can We Chill                                          | 2007 | —   | 52 | —  | —  | —  | —  | —  | —  | —  | 62  |                                                                                  | Because of You                                      |
| Go on Girl                                            | 2007 | 96  | 27 | —  | —  | —  | —  | —  | —  | —  | 27  | - BPI: Silver                                                                    | Because of You                                      |
| Closer                                                | 2008 | 7   | 21 | 8  | 19 | 4  | 3  | 10 | 3  | 17 | 1   | - RIAA: 2x Platinum - ARIA: Platinum - BPI: Gold - MC: Platinum - RMNZ: Platinum | Year of the Gentleman                               |
| Miss Independent                                      | 2008 | 7   | 1  | 40 | 21 | 30 | 9  | 6  | 4  | 67 | 6   | - RIAA: 2x Platinum - BPI: Silver - RMNZ: Gold                                   | Year of the Gentleman                               |
| Mad                                                   | 2008 | 11  | 5  | 82 | 23 | —  | 30 | 30 | 5  | —  | 19  | - RIAA: Platinum - BPI: Silver - RMNZ: Gold                                      | Year of the Gentleman                               |
| Part of the List                                      | 2009 | —   | 70 | —  | —  | —  | —  | —  | —  | —  | —   |                                                                                  | Year of the Gentleman                               |
| Never Knew I Needed                                   | 2009 | —   | 56 | —  | —  | 64 | —  | —  | —  | —  | 99  |                                                                                  | The Princess and the Frog: Original Songs and Score |
| Beautiful Monster                                     | 2010 | 53  | 61 | 53 | 40 | 13 | 9  | 28 | 20 | 15 | 1   | - BPI: Gold                                                                      | Libra Scale                                         |
| Champagne Life                                        | 2010 | 75  | 11 | —  | —  | —  | —  | —  | —  | —  | —   |                                                                                  | Libra Scale                                         |
| One in a Million                                      | 2010 | 87  | 17 | 78 | —  | —  | —  | —  | —  | 52 | 20  | - RIAA: Gold - BPI: Gold                                                         | Libra Scale                                         |
| Lazy Love                                             | 2012 | 114 | 25 | —  | —  | —  | —  | —  | —  | —  | —   |                                                                                  | R.E.D.                                              |
| Let Me Love You (Until You Learn to Love Yourself)    | 2012 | 6   | —  | 8  | 11 | 61 | 5  | 20 | 20 | 55 | 1   | - RIAA: 2x Platinum - ARIA: 2× Platinum - BPI: Gold - RMNZ: Gold                 | R.E.D.                                              |
| Don't Make Em like You (feat. Wiz Khalifa)            | 2012 | —   | 47 | —  | —  | —  | —  | —  | —  | —  | —   |                                                                                  | R.E.D.                                              |
| Forever Now                                           | 2012 | 107 | —  | 51 | —  | 64 | —  | —  | —  | —  | 31  |                                                                                  | R.E.D.                                              |
| Money Can't Buy (feat. Young Jeezy)                   | 2014 | 117 | 41 | —  | —  | —  | —  | —  | —  | —  | —   |                                                                                  | Non-Fiction                                         |
| She Knows (featuring Juicy J)                         | 2014 | 19  | 6  | —  | 85 | —  | —  | —  | —  | —  | 28  | - RIAA: Platinum                                                                 | Non-Fiction                                         |
| Time of Our Lives (con Pitbull)                       | 2014 | 9   | —  | 12 | 10 | 22 | 36 | 15 | 12 | 35 | 27  | - RIAA: Platinum - ARIA: Platinum - BPI: Silver - RMNZ: Platinum                 | Non-Fiction & Globalization                         |
| Coming with You                                       | 2015 | —   | —  | —  | —  | —  | —  | —  | —  | —  | 14  |                                                                                  | Non-Fiction                                         |
| "—" indica che il singolo non è entrato in classifica |      |     |    |    |    |    |    |    |    |    |     |                                                                                  |                                                     |

### Come ospite
| Singolo                                                                              | Anno | Posizione più alta | Posizione più alta | Posizione più alta | Posizione più alta | Posizione più alta | Posizione più alta | Posizione più alta | Posizione più alta | Posizione più alta | Posizione più alta | Certificazioni | Album                                               |
| Singolo                                                                              | Anno | US                 | AUS                | CAN                | GER                | IRL                | NLD                | NZ                 | SWI                | UK                 |                    | Certificazioni | Album                                               |
| ------------------------------------------------------------------------------------ | ---- | ------------------ | ------------------ | ------------------ | ------------------ | ------------------ | ------------------ | ------------------ | ------------------ | ------------------ | ------------------ | --- | --------------------------------------------------- |
| Feels So Good (Remy Ma featuring Ne-Yo)                                              | 2006 | 101                | 20                 | —                  | —                  | —                  | —                  | —                  | —                  | —                  | —                  | | There's Something About Remy: Based on a True Story |
| "Back Like That" (Ghostface Killah featuring Ne-Yo)                                  | 2006 | 61                 | 14                 | —                  | —                  | —                  | 48                 | —                  | —                  | —                  | 46                 | | Fishscale                                           |
| "Put It in a Letter" (Mic Little featuring Ne-Yo)                                    | 2006 | —                  | 91                 | —                  | —                  | —                  | —                  | —                  | —                  | —                  | —                  | | Put It in a Letter                                  |
| Make Me Better (Fabolous featuring Ne-Yo)                                            | 2007 | 8                  | 2                  | —                  | 79                 | —                  | —                  | —                  | —                  | —                  | —                  | - RIAA: 2x Platinum                                                                                               | From Nothin' to Somethin'                           |
| Sexual Healing (Sarah Connor featuring Ne-Yo)                                        | 2007 | —                  | —                  | —                  | —                  | 11                 | —                  | —                  | —                  | 41                 | —                  | | Soulicious                                          |
| Hate That I Love You (Rihanna featuring Ne-Yo)                                       | 2007 | 7                  | 20                 | 14                 | 17                 | 11                 | 13                 | 22                 | 6                  | 13                 | 15                 | - RIAA: 2x Platinum - ARIA: Gold - BPI: Silver - RMNZ: Gold                                                       | Good Girl Gone Bad                                  |
| Bust It Baby (Part 2) (Plies featuring Ne-Yo)                                        | 2008 | 7                  | 2                  | —                  | —                  | —                  | —                  | —                  | 9                  | —                  | 81                 | - RIAA: Gold | Definition of Real                                  |
| Finer Things (DJ Felli Fel featuring Kanye West, Jermaine Dupri, Fabolous and Ne-Yo) | 2008 | 101                | 80                 | —                  | —                  | —                  | —                  | —                  | —                  | —                  | —                  | | Non-album single                                    |
| By My Side (Jadakiss featuring Ne-Yo)                                                | 2008 | —                  | 53                 | —                  | —                  | —                  | —                  | —                  | —                  | —                  | —                  | | The Last Kiss                                       |
| Camera Phone (The Game featuring Ne-Yo)                                              | 2008 | —                  | —                  | —                  | —                  | —                  | —                  | —                  | —                  | —                  | 48                 | | LAX                                                 |
| Knock You Down (Keri Hilson featuring Kanye West and Ne-Yo)                          | 2009 | 3                  | 1                  | 24                 | 9                  | 30                 | 2                  | 24                 | 1                  | —                  | 5                  | - RIAA: 2× Platinum - ARIA: Gold - BPI: Gold - RMNZ: Platinum                                                     | In a Perfect World...                               |
| Be on You (Flo Rida featuring Ne-Yo)                                                 | 2009 | 19                 | —                  | —                  | 61                 | —                  | —                  | —                  | —                  | —                  | 51                 | | R.O.O.T.S.                                          |
| Sunshine (Phyllisia featuring Flo Rida and Ne-Yo)                                    | 2009 | —                  | 62                 | —                  | —                  | —                  | —                  | —                  | —                  | —                  | —                  | | Non-album single                                    |
| What You Do (Chrisette Michele featuring Ne-Yo)                                      | 2009 | —                  | 57                 | —                  | —                  | —                  | —                  | —                  | —                  | —                  | —                  | | Epiphany                                            |
| "Baby by Me" (50 Cent featuring Ne-Yo)                                               | 2009 | 28                 | 7                  | 24                 | 53                 | 26                 | 27                 | —                  | —                  | 43                 | 17                 | | Before I Self Destruct                              |
| Angels Cry (Mariah Carey featuring Ne-Yo)                                            | 2010 | —                  | 90                 | —                  | —                  | —                  | —                  | —                  | —                  | —                  | 81                 | | Memoirs of an Imperfect Angel                       |
| Super High (Rick Ross featuring Ne-Yo)                                               | 2010 | 100                | 19                 | —                  | —                  | —                  | —                  | —                  | —                  | —                  | —                  | | Teflon Don                                          |
| Give Me Everything (Pitbull featuring Ne-Yo, Afrojack and Nayer)                     | 2011 | 1                  | 79                 | 2                  | 1                  | 2                  | 1                  | 1                  | 2                  | 2                  | 1                  | - ARIA: 6× Platinum - BPI: Platinum - BVMI: 3× Gold - IFPI SWI: 2× Platinum - MC: 4× Platinum - RMNZ: 2× Platinum | Planet Pit                                          |
| Legendary (DJ Khaled featuring Chris Brown, Keyshia Cole and Ne-Yo)                  | 2011 | —                  | 100                | —                  | —                  | —                  | —                  | —                  | —                  | —                  | —                  | | We the Best Forever                                 |
| No More (LL Cool J featuring Ne-Yo)                                                  | 2011 | 124                | 87                 | —                  | —                  | —                  | —                  | —                  | —                  | —                  | —                  | | Non-album single                                    |
| Turn All the Lights On (T-Pain featuring Ne-Yo)                                      | 2012 | 113                | —                  | 14                 | 45                 | 44                 | —                  | —                  | 7                  | —                  | —                  | - ARIA: 2× Platinum - RMNZ: Platinum                                                                              | RevolveR                                            |
| Leave You Alone (Young Jeezy featuring Ne-Yo)                                        | 2012 | 51                 | 3                  | —                  | —                  | —                  | —                  | —                  | —                  | —                  | —                  | | Thug Motivation 103: Hustlerz Ambition              |
| Let's Go (Calvin Harris featuring Ne-Yo)                                             | 2012 | 17                 | 117                | 17                 | 19                 | 59                 | 6                  | 44                 | 14                 | 40                 | 2                  | - ARIA: Gold - BPI: Gold - MC: Platinum                                                                           | 18 Months                                           |
| Hands in the Air (Timbaland featuring Ne-Yo)                                         | 2012 | 102                | —                  | 56                 | 83                 | 88                 | 37                 | —                  | —                  | 26                 | —                  | | Step Up Revolution soundtrack                       |
| Turn Around (Conor Maynard featuring Ne-Yo)                                          | 2012 | 110                | —                  | 43                 | —                  | 76                 | 14                 | 20                 | 28                 | —                  | 8                  | - ARIA: Gold - BPI: Silver                                                                                        | Contrast                                            |
| Play Hard (David Guetta featuring Ne-Yo and Akon)                                    | 2013 | 64                 | —                  | 16                 | 34                 | 8                  | 8                  | 37                 | 11                 | 3                  | 6                  | - ARIA: Platinum - BPI: Gold - RMNZ: Gold                                                                         | Nothing but the Beat 2.0                            |
| Tonight (Jessica Sanchez featuring Ne-Yo)                                            | 2013 | —                  | —                  | 42                 | —                  | —                  | —                  | —                  | —                  | —                  | —                  | | Me, You and the Music                               |
| Higher Place (Dimitri Vegas & Like Mike featuring Ne-Yo)                             | 2015 | —                  | —                  | —                  | —                  | —                  | —                  | —                  | 41                 | —                  | —                  | | Non-album single                                    |
| Ain't Nothin New (Jadakiss featuring Ne-Yo and Nipsey Hussle)                        | 2015 | —                  | —                  | —                  | —                  | —                  | —                  | —                  | —                  | —                  | —                  | | Top 5 Dead or Alive                                 |

### Come autore
| Year | Canzone                    | Artista            | Album                        |
| ---- | -------------------------- | ------------------ | ---------------------------- |
| 1999 | Don't Worry                | Youngstown         | Let's Roll                   |
| 1999 | Lose My Cool               | Youngstown         | Let's Roll                   |
| 1999 | Pedal To The Steel         | Youngstown         | Let's Roll                   |
| 2001 | Away With The Summer Days  | Youngstown         | Down For the Get Down        |
| 2001 | Dance Floor, Pt. 2         | Youngstown         | Down For the Get Down        |
| 2001 | Down For The Get Down      | Youngstown         | Down For the Get Down        |
| 2001 | Float Away                 | Youngstown         | Down For the Get Down        |
| 2001 | So Tight                   | Youngstown         | Down For the Get Down        |
| 2003 | That Girl                  | Marques Houston    | MH                           |
| 2004 | I'm Sorry                  | Christina Milian   | It's About Time              |
| 2004 | Let Me Love You            | Mario              | Turning Point                |
| 2005 | Kick It Wit You            | Cassidy            | I'm a Hustla                 |
| 2005 | So What                    | Dawn Angelique     | Been a While                 |
| 2006 | Make Ya Feel Beautiful     | Ruben Studdard     | The Return                   |
| 2006 | Rather Just Not Know       | Ruben Studdard     | The Return                   |
| 2006 | The Letter                 | Heather Headley    | In My Mind                   |
| 2006 | Y'all Ain't Nothin'        | Christina Milian   | So Amazin'                   |
| 2006 | Unfaithful                 | Rihanna            | A Girl like Me               |
| 2006 | So Glad                    | Chris Brown        | Chris Brown's Journey        |
| 2006 | Make Em' Clap To This      | Paula DeAnda       | Paula DeAnda                 |
| 2006 | Walk Away                  | Paula DeAnda       | Paula DeAnda                 |
| 2006 | When It Was Me             | Paula DeAnda       | Paula DeAnda                 |
| 2006 | Gallery                    | Mario Vazquez      | Mario Vazquez                |
| 2006 | Irreplaceable              | Beyoncé            | B'Day                        |
| 2006 | Like This                  | Snoop Dogg         | Tha Blue Carpet Treatment    |
| 2006 | Put It in a Letter         | Mic Little         |                              |
| 2006 | Minority Report            | Jay-Z              | Kingdom Come                 |
| 2006 | My Story                   | The Blays          | The Blays                    |
| 2007 | If                         | Mario              | Go!                          |
| 2007 | What's It Gonna Be         | Mario              | Go!                          |
| 2007 | Wonderful                  | Marques Houston    | veteran                      |
| 2007 | Ms.Philadelphia            | Musiq Soulchild    | Luvanmusiq                   |
| 2007 | Brand New Day              | Full Of Harmony    | W                            |
| 2007 | Flaws and All              | Beyoncé            | B'Day Deluxe Edition         |
| 2007 | Hate That I Love You       | Rihanna            | Good Girl Gone Bad           |
| 2007 | Good Girl Gone Bad         | Rihanna            | Good Girl Gone Bad           |
| 2007 | Question Existing          | Rihanna            | Good Girl Gone Bad           |
| 2007 | I Get Lonely               | Corbin Bleu        | Another Side                 |
| 2007 | Ain't Nobody Stupid        | Paula Campbell     | I Am Paula Campbell          |
| 2007 | Smoke                      | Mary J. Blige      | Growing Pains                |
| 2007 | What Love Is               | Mary J. Blige      | Growing Pains                |
| 2007 | Fade Away                  | Mary J. Blige      | Growing Pains                |
| 2007 | Work in Progress           | Mary J. Blige      | Growing Pains                |
| 2007 | I'm You                    | Leona Lewis        | Spirit                       |
| 2007 | I Got Nothin' Left         | Céline Dion        | Taking Chances               |
| 2007 | Happily Never After        | Nicole Scherzinger | Her Name Is Nicole           |
| 2008 | Rock with U                | Janet Jackson      | Discipline                   |
| 2008 | Can't B Good               | Janet Jackson      | Discipline                   |
| 2008 | Discipline                 | Janet Jackson      | Discipline                   |
| 2008 | Let Me Know                | Janet Jackson      | Discipline                   |
| 2008 | His Mistakes               | Usher              | Here I Stand                 |
| 2008 | Take a Bow                 | Rihanna            | Good Girl Gone Bad: Reloaded |
| 2008 | potlight                   | Jennifer Hudson    | Jennifer Hudson              |
| 2008 | Can't Stop the Rain        | Jennifer Hudson    | Jennifer Hudson              |
| 2008 | Take Me Away               | John Legend        | Evolver                      |
| 2008 | Floating Away              | John Legend        | Evolver                      |
| 2008 | Bossy                      | Lindsay Lohan      | Spirit in the Dark           |
| 2008 | I Can Feel You             | Anastacia          | Heavy Rotation               |
| 2008 | Supernatural               | Ciara              | Unreleased                   |
| 2008 | Happily Never After        | The Pussycat Dolls | Doll Domination              |
| 2008 | Impossible                 | Tiffany Evans      | Tiffany Evans                |
| 2008 | Happily Never After        | Backstreet Boys    | Unbreakable                  |
| 2009 | Good Night, Good Morning   | Alexandra Burke    | Overcome                     |
| 2009 | It's Over                  | Alexandra Burke    | Overcome                     |
| 2009 | Nothing But The Girl       | Alexandra Burke    | Overcome                     |
| 2009 | Choose                     | David Guetta       | One Love                     |
| 2009 | Epiphany (I'm Leaving)     | Chrisette Michele  | Epiphany                     |
| 2009 | What You Do                | Chrisette Michele  | Epiphany                     |
| 2009 | Another One                | Chrisette Michele  | Epiphany                     |
| 2009 | On My Own                  | Chrisette Michele  | Epiphany                     |
| 2009 | Porcelain Doll             | Chrisette Michele  | Epiphany                     |
| 2009 | I'm Okay                   | Chrisette Michele  | Epiphany                     |
| 2009 | Knock You Down             | Keri Hilson        | In a Perfect World...        |
| 2009 | Russian Roulette           | Rihanna            | Rated R                      |
| 2009 | Stupid in Love             | Rihanna            | Rated R                      |
| 2009 | Good Love (featuring T.I.) | Mary J. Blige      | Stronger with Each Tear      |
| 2009 | I Feel Good                | Mary J. Blige      | Stronger with Each Tear      |
| 2009 | I Don't Remember           | Ciara              | Fantasy Ride                 |
| 2009 | Truth (Saigo no Shinjitsu) | W-inds.            | TBA                          |
| 2010 | No More You                | Sugababes          | Sweet 7                      |
| 2010 | Stay or Go                 | Monica             | Still Standing               |

## Altre collaborazioni
2012 - Let's Go (Calvin Harris feat. Ne-Yo)